# Таїбон-Агордіно
Таїбон-Агордіно, Таїбон-Аґордіно (італ. Taibon Agordino, вен. Taibon Agortin) — муніципалітет в Італії, у регіоні Венето, провінція Беллуно.
Таїбон-Агордіно розташований на відстані близько 500 км на північ від Рима, 100 км на північ від Венеції, 24 км на північний захід від Беллуно.
Населення — 1770 осіб (2014).

## Демографія
Населення за роками:

Станом на 1 січня 2023 року в муніципалітеті офіційно проживало 67 іноземців з 14 країн, серед них 13 громадян країн Євросоюзу та 15 громадян України.

## Сусідні муніципалітети
- Агордо
- Аллеге
- Канале-д'Агордо
- Ченченіге-Агордіно
- Гозальдо
- Сан-Томазо-Агордіно
- Примієро-Сан-Мартіно-ді-Кастроцца
- Вольтаго-Агордіно
- Валь-ді-Цольдо